# Kléber (croiseur cuirassé)
Pour les articles homonymes, voir Kléber (homonymie).
Le Kléber est un croiseur cuirassé français de classe Dupleix construit à Bordeaux aux Forges et Chantiers de la Gironde.

## Histoire

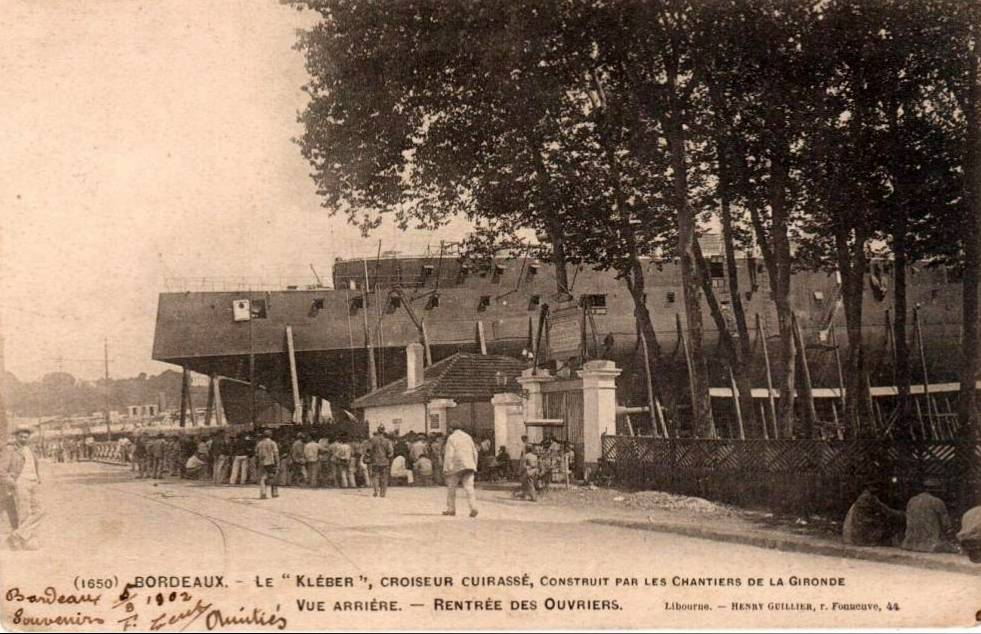
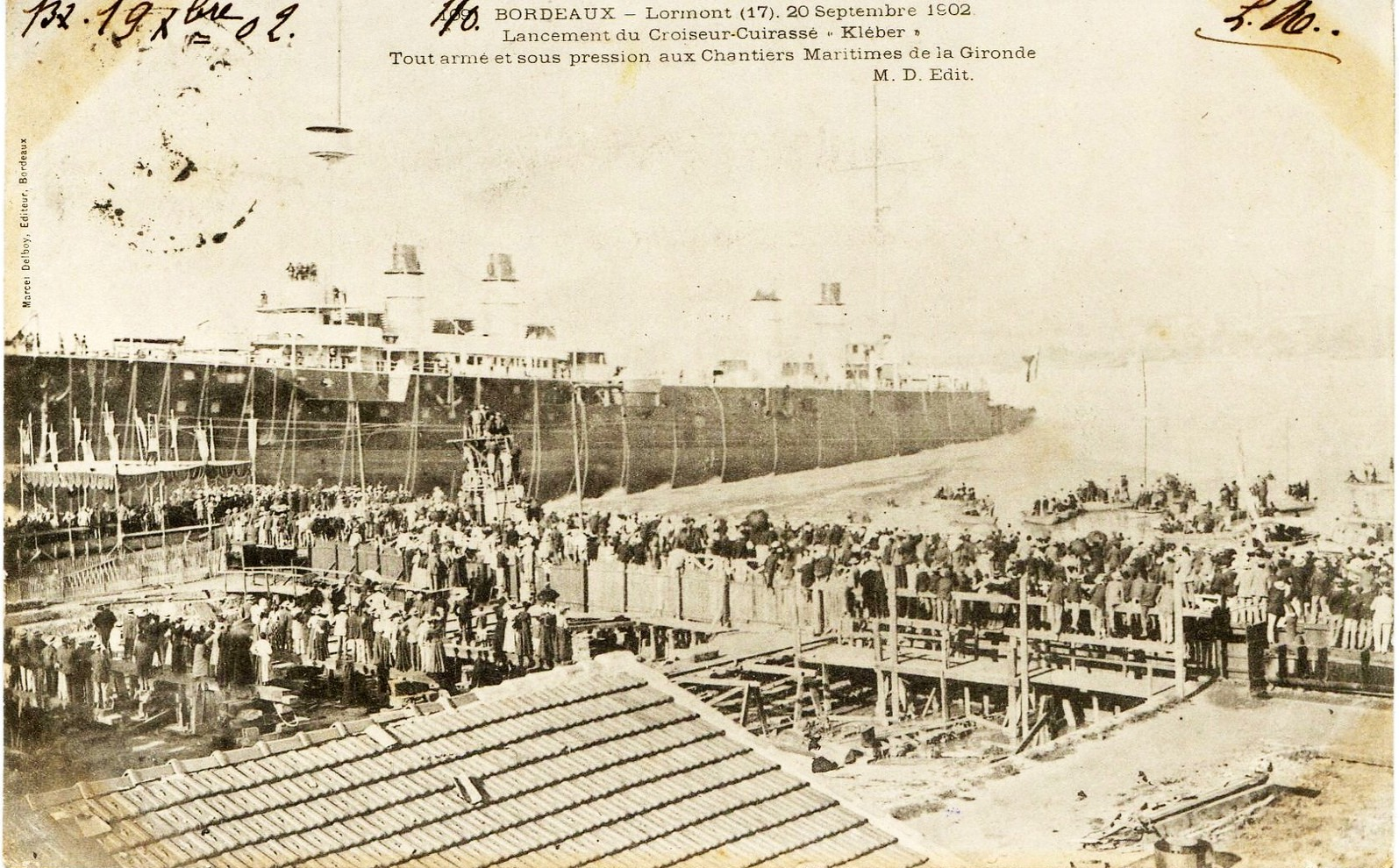

Du 29 juillet 1914 au 25 juin 1915, son commandant est Henri du Couëdic de Kerérant.
Ce croiseur, très ancien, venait de Casablanca et remontait sur l'arsenal de Brest pour être désarmé. Il heurte, le 27 juin 1917, une mine posée par le sous-marin allemand UC 61 dans l'avant-goulet de Brest. Le temps est calme et les bateaux militaires et pêcheurs aux alentours peuvent sauver de l'eau à 15 degrés 530 marins. On tente de le remorquer mais en vain. Malheureusement 38 membres de l'équipage auront péri, 42 selon une autre source. Plus tard, son commandant, le capitaine de frégate Lagorio, fut mis hors de cause par un tribunal. 
Son épave se trouve au sud-ouest de l'île d'Ouessant (position : 48° 17,1353′ N, 4° 50,5088′ O), à une profondeur d'environ 48 mètres.
Un projet (2017) nommé Neptune prévoit de numériser en 3D une plongée sur le site afin de donner une vie virtuelle à l'épave et présenter cette plongée au public.